# Rudolph Lewis
Rudolph Lewis   (Waterberg Plateau Park, 12 de juliol de 1887 - Pretòria, 29 d'octubre de 1933) va ser un ciclista sud-africà que va competir en els anys previs a la Primera Guerra Mundial.
El 1912 prendre part en els Jocs Olímpics d'Estiu d'Estocolm, on va guanyar la medalla d'or en la contrarellotge individual, per davant de Frederick Grubb i Carl Schutte.
Entre 1913 i 1914 fou professional a Alemanya, obtenint resultats poc destacables. Durant la Primera Guerra Mundial serví a l'exèrcit alemany, sent fet presoner de guerra. De resultes de les ferides i el captiveri quedà afeblit, morint jove, als 46 anys.